# Monte Cavallo (Vipiteno)
Il monte Cavallo (Rosskopf in tedesco) è una montagna delle Alpi alta 2.189 m s.l.m. Sorge sopra Vipiteno (Sterzing), nella provincia autonoma di Bolzano.

## Descrizione

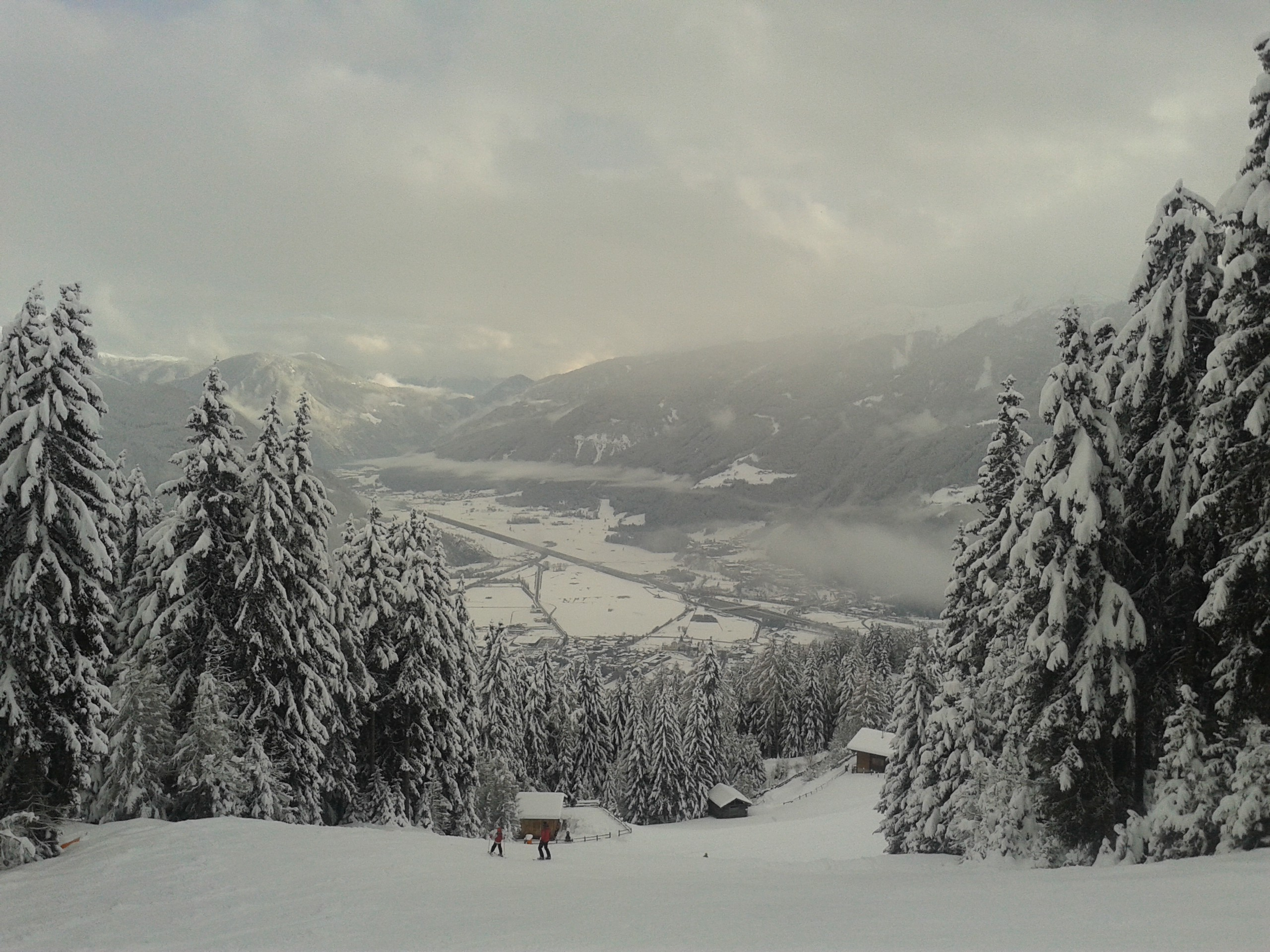
Vista della Wipptal dalle piste del monte Cavallo

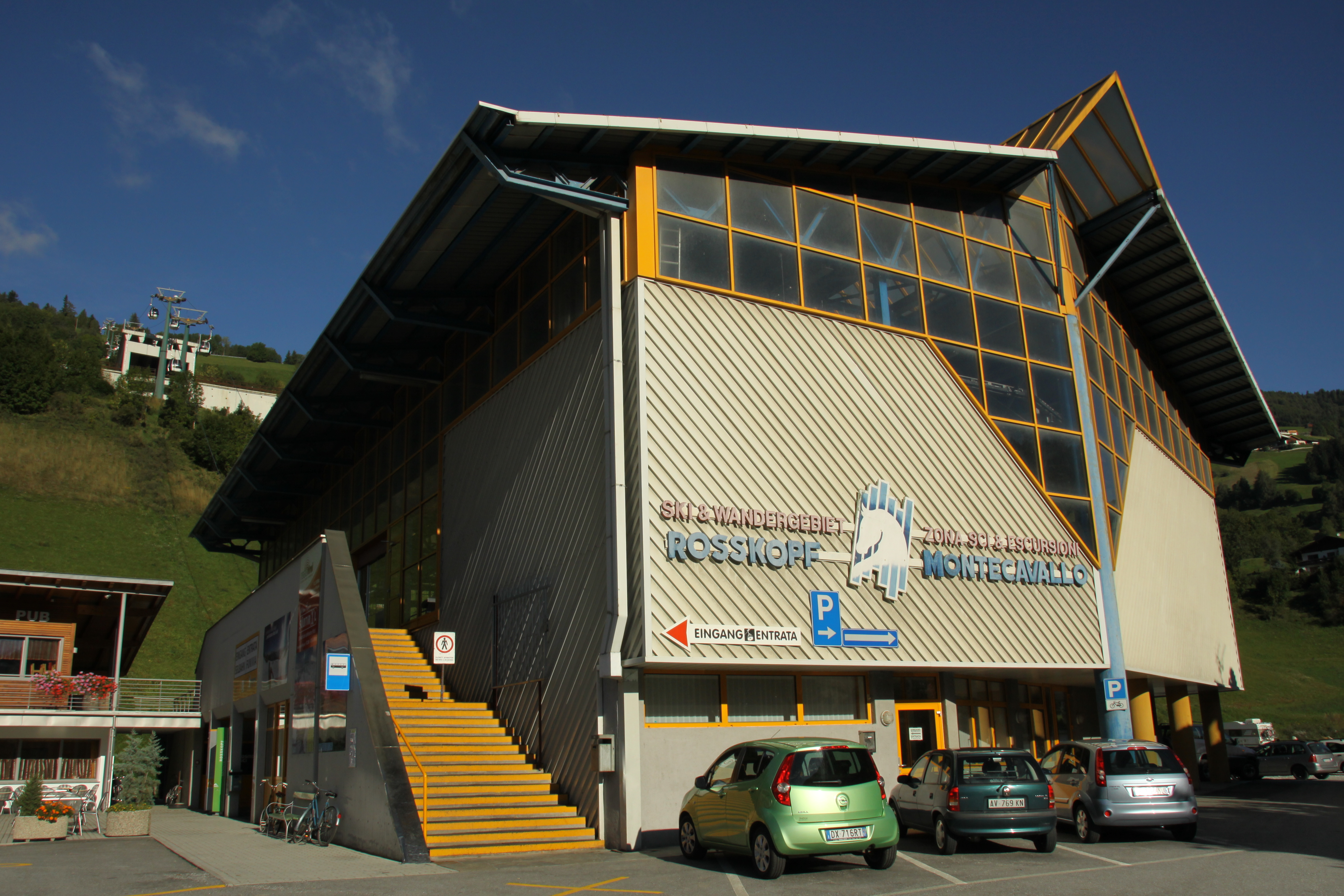
Stazione di valle per gli impianti sciistici

A nord di Vipiteno, alle pendici del monte Cavallo, si trova la cabinovia che dà accesso al comprensorio sciistico "Monte Cavallo-Rosskopf".
Gli impianti sciistici offrono 16 chilometri di piste servite da 5 impianti di risalita. In cima si snoda inoltre una pista da sci di fondo lunga 6,5 chilometri, dove si possono effettuare anche delle passeggiate.
Oltre ai normali impianti sciistici, nel comprensorio si trova anche una delle più lunghe piste da slittino dell'Alto Adige, lunga poco più di 10 chilometri, che scende attraverso paesaggi boschivi fino all'arrivo della stazione a valle. In alcuni giorni (martedì e venerdì) gli impianti offrono l'opportunità di slittare lungo la pista illuminata: la pista è illuminata fino a mezzanotte e l'ovovia è in funzione dalle ore 19:00 alle ore 22:00.